# Phil Regan
Pour les articles homonymes, voir Regan.
Phil Regan, né le 28 mai 1906 à Broadway et mort le 11 février 1996, est un chanteur et acteur américain.

## Biographie
Né à Broadway le 28 mai 1906, Regan est l'ainé de cinq enfants d'un couple d'immigrants irlandais. A l'âge de 13 ans il quitte l'école et s'occupe d'une écurie de chevaux. Avant de se lancer dans la carrière d'acteur, il a exercé différents métiers dont policier. Il travaillait comme détective à New York quand il a été repéré comme chanteur par un producteur lors d'une soirée. Il est engagé par la radio CBS et devient connu en tant que « The Romantic Singer of Romantic Songs », ce qui lui a valu alors le surnom de « The Singing Cop ». Il fait ses débuts au cinéma dans The Key. Après une carrière comportant essentiellement des films musicaux, il quitte le show business au début des années 1950 pour se lancer dans les relations publiques. En 1972, il est impliqué dans une affaire avec un promoteur nommé Halimi, qui avait fait des investissements notamment à Lake Tahoe. Il est condamné à deux ans de prison et en sort au bout d'une année. Il meurt en 1996 et est enterré à Santa Barbara.

## Filmographie
- 1933 : All at Sea (en)
- 1934 : Student Tour

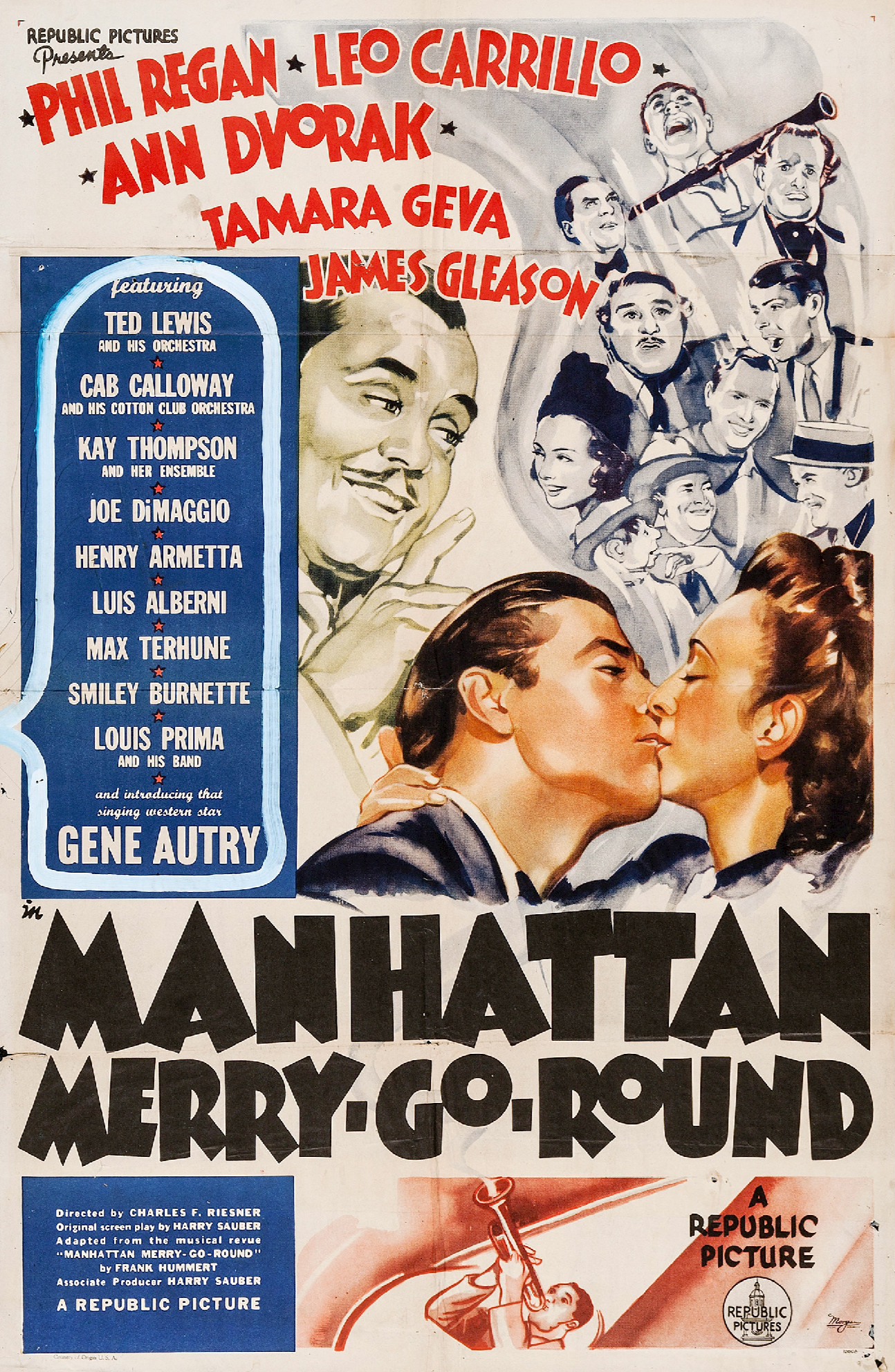
Phil Regan à l'affiche de Manhattan Merry-Go-Round (1937).

- 1934 : Un soir en scène (Sweet Adeline)
- 1934 : Dames de Ray Enright et Busby Berkeley
- 1934 : Femme d'intérieur
- 1935 : In Caliente
- 1935 : We're in the Money
- 1935 : Casino de Paris
- 1936 : Laughing Irish Eyes (en)
- 1936 : Happy Go Lucky (en)
- 1937 : The Hit Parade (en)
- 1937 : Manhattan Merry-Go-Round
- 1938 : Outside of Paradise (en)
- 1939 : Mademoiselle et son flic (She Married a Cop)
- 1939 : Flight at Midnight (en)
- 1940 : Little Men
- 1941 : Las Vegas Nights
- 1943 : Rosie l'endiablée (Sweet Rosie O'Grady)
- 1945 : Suzy des bas-fonds (Sunbonnet Sue) de Ralph Murphy
- 1946 : Swing Parade of 1946
- 1946 : La Course au bonheur ( Sweetheart of Sigma Chi)
- 1947 : Le Gagnant du Kentucky
- 1950 : Trois Petits Mots (Three Little Words)